# ディアゴラス

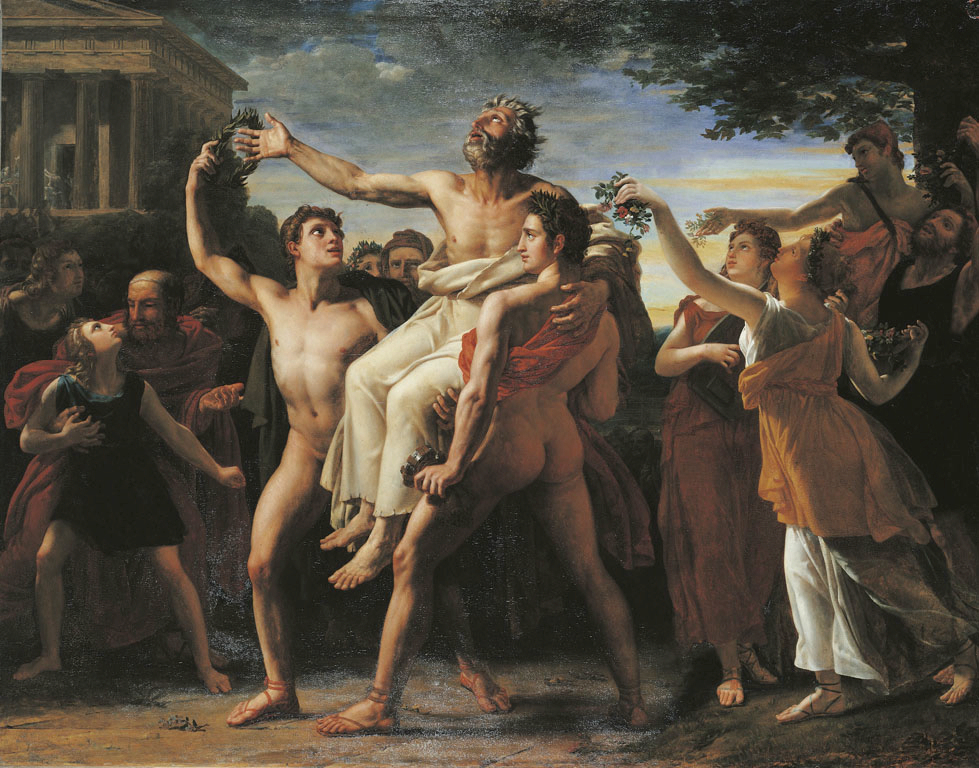
古代オリンピックで同時優勝した2人の息子の肩に担がれるディアゴラス

ディアゴラス（英: Diagoras、古希: Διαγόρας）は、紀元前5世紀に活躍した古代ギリシアのボクサー。古代オリンピックなどの古代ギリシア四大競技会で何度も優勝を果たしたが、彼の息子や孫たちも3世代以上にわたって同じようにボクシングやパンクラチオンで何度も優勝を果たした。ロドス島出身で、母方は第二次メッセニア戦争にてメッセニアの指揮を執った英雄アリストメネスの子孫である。

## 戦績

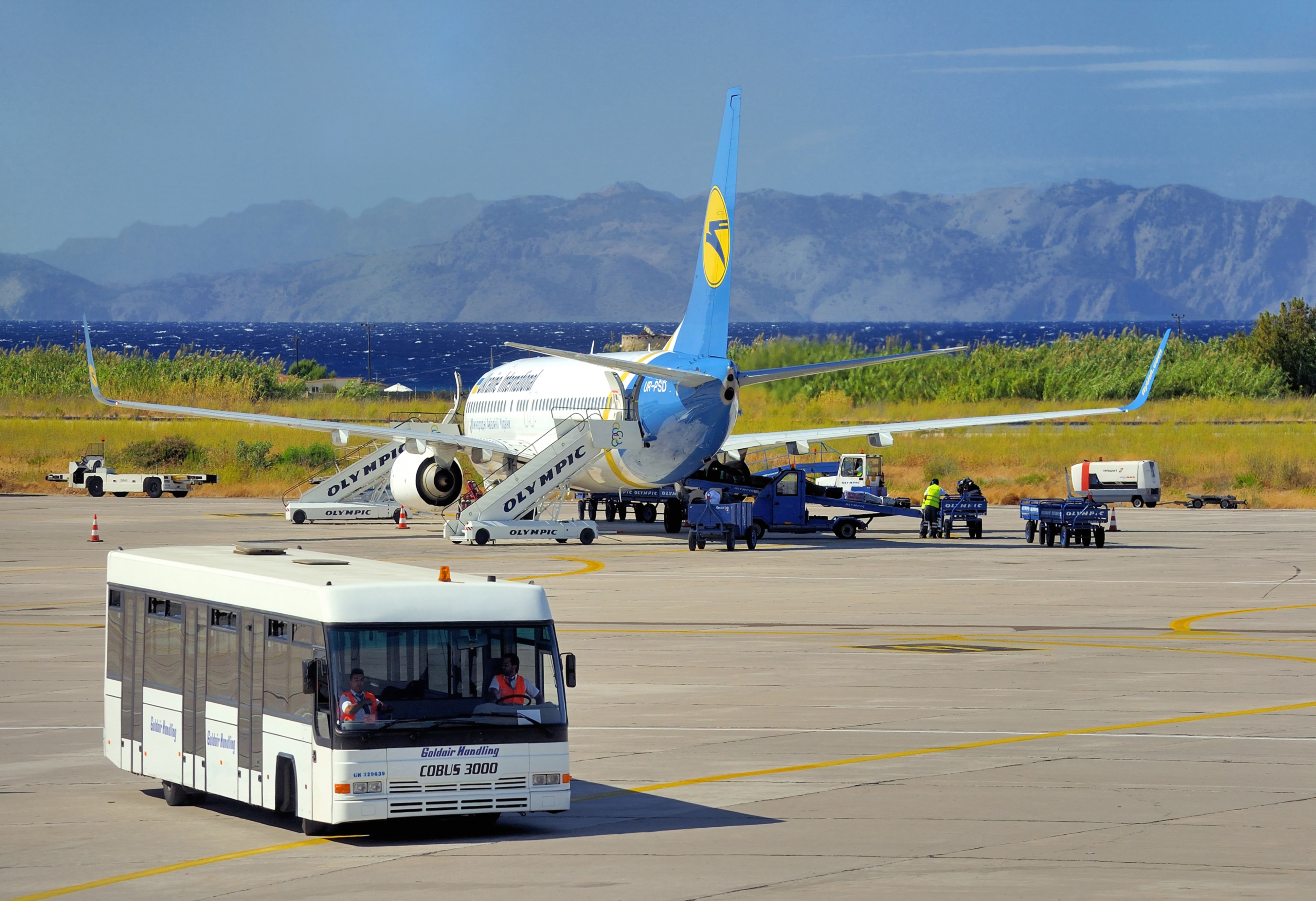
ロードス・ディアゴラス国際空港

ディアゴラスはボクシングにおいて類い稀なる戦績を残している。古代オリンピックでは2回、イストミア大祭では4回、ネメア大祭では2回、ピューティア大祭では最低でも1回の優勝を果たした。当時、ギリシア四大大祭での優勝はこの上無い名誉とされており、詩人ピンダロスによってその戦績を褒め称えられるほどであった。
現代でも、ディアゴラスはロドス島を代表する英雄と見なされ、ロードス・ディアゴラス国際空港、ディアゴラスFC（ロドス島のプロサッカーチーム）は、彼の名前から名付けられた。

## 息子たちの活躍
ディアゴラスには3人の息子がおり、3人とも古代オリンピックで優勝を果たしている。長男のダマゲトスはパンクラチオンで2回（紀元前452と448年）優勝し、次男のアコウシラオスはボクシングで紀元前448年に優勝している。三男のドリエウスは、パンクラチオンで3大会連続（紀元前432、428、424年）で優勝を果たしている。

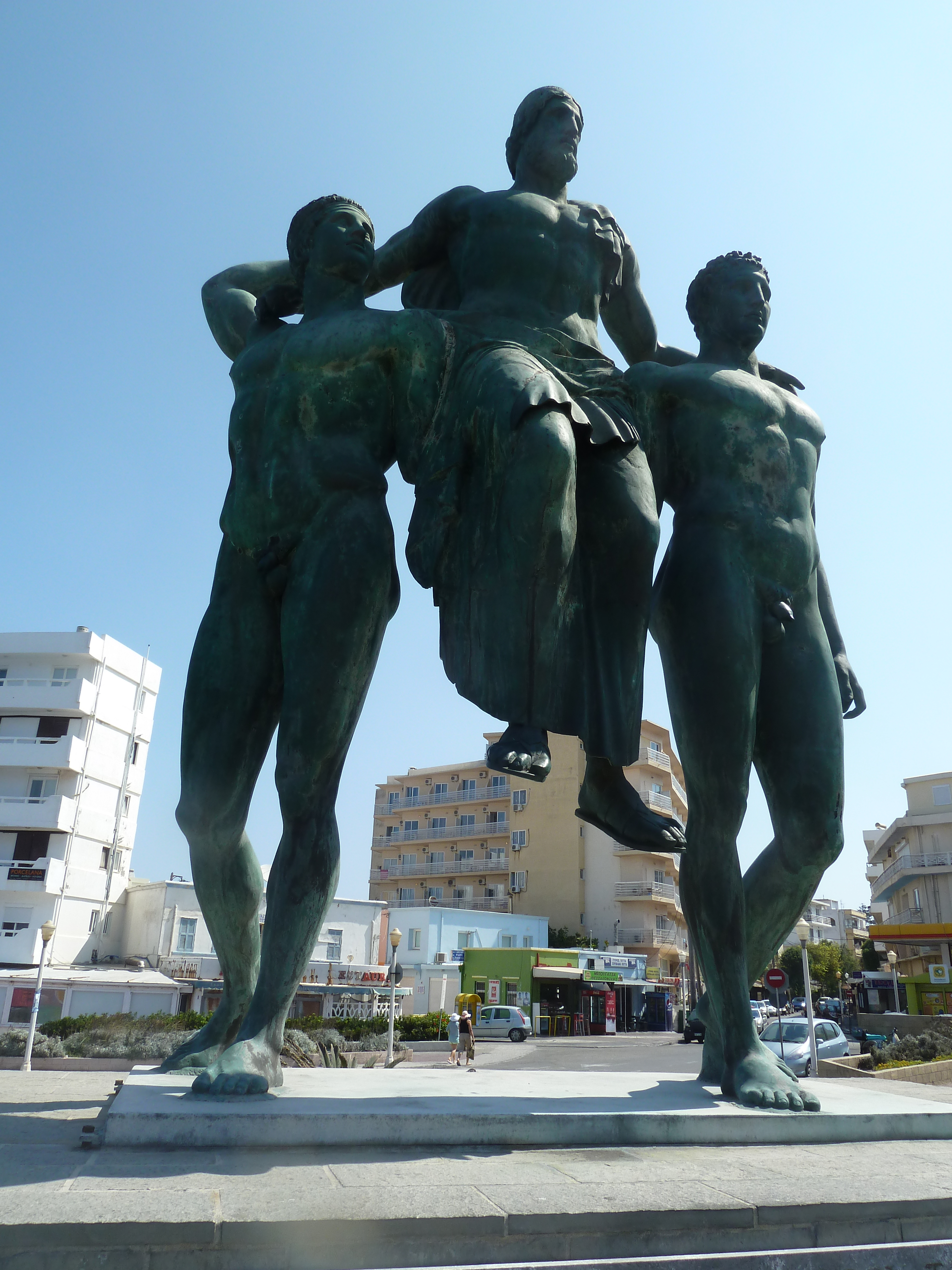
ロドスにある彫像

彼の2人の息子、長男のダマゲトスと次男のアコウシラオスが同時優勝を果たした紀元前448年の古代オリンピックで、ディアゴラスは息子2人の肩に担がれスタジアムを巡った。息子が優勝するだけでも大いなる栄誉であるのに、その息子が2人同時に優勝するという、栄光の絶頂であった。観衆は彼らを褒め称え、歓声を送った。
ここで、ディアゴラスは一部の観衆に、以下のように言われたと伝えられる。
古代ギリシアでは、人は幸福の絶頂時に死ぬことが一番の幸せだとされていた。したがって、息子2人がオリンピック優勝を果たすという最上の幸福を味わっている内に死ねば、ディアゴラスは世界一の幸せ者になれるという思いから、観衆はこう叫んだのである。
ディアゴラスの栄光はこれで終わらず、彼の孫であるペイシロドスやエウクレスもオリンピック優勝を果たしている。
ディアゴラスの娘であるカリパテイラは息子のペイシロドスの試合を観戦するため、古代オリンピックは女性は出場はおろか観戦すら禁止されていたが、男性トレーナーに変装して観客に紛れ込み観戦するも、見つかってしまい、山の崖から突き落とされる死刑に処されることになるが、一族のこれまでの栄誉に免じて死刑をまぬがれ無罪となった。しかしこのことで、男性トレーナーは全裸で観戦するという規則が作られることになった。